# Wereldkampioenschappen boksen 1986
De wereldkampioenschappen boksen 1986 vonden plaats van 8 tot en met 18 mei 1986 in Reno, Verenigde Staten. Het onder auspiciën van  AIBA georganiseerde toernooi was de vierde editie van de Wereldkampioenschappen boksen voor mannen, waarbij 235 boksers uit 38 landen streden om de medailles in twaalf gewichtsklassen.

## Medailles
| Gewichtsklasse                | Goud                | Zilver              | Brons                                |
| ----------------------------- | ------------------- | ------------------- | ------------------------------------ |
| Lichtvlieggewicht (– 48 kg)   | Juan Torres Odelin  | Luis Román Rolón*   | José Rodrigues Oh Kwang-soo          |
| Vlieggewicht (– 51 kg)        | Pedro Orlando Reyes | David Grimán        | János Varadi Eyüp Can                |
| Bantamgewicht (– 54 kg)       | Moon Sung-kil       | René Breitbarth     | Arnaldo Mesa Yuri Alexandrov         |
| Vedergewicht (– 57 kg)        | Kelcie Banks        | Jesus Sollet        | Andreas Zülow Tomasz Nowak           |
| Lichtgewicht (– 60 kg)        | Adolfo Horta        | Engels Pedroza      | Orzubek Nazarov Emil Chuprenski      |
| Halfweltergewicht (– 63,5 kg) | Vassili Shyshov     | Howard Grant        | Mirko Puzović Borislav Abadzhiev     |
| Weltergewicht (– 67 kg)       | Kenneth Gould       | Candelario Duvergel | Tibor Molnár Torsten Schmitz         |
| Halfmiddengewicht (– 71 kg)   | Angel Espinosa      | Enrico Richter      | Manvel Avetisyan Lotfi Ayed          |
| Middengewicht (– 75 kg)       | Darin Allen         | Henry Maske         | Julio Quintana Henryk Petrich        |
| Halfzwaargewicht (– 81 kg)    | Pablo Romero        | Loren Ross*         | Damir Škaro Deyan Kirilov            |
| Zwaargewicht (– 91 kg)        | Félix Savón         | Arnold Vanderlyde   | Svilen Rusinov Michael Bentt         |
| Superzwaargewicht (+ 91 kg)   | Teófilo Stevenson   | Alex Garcia         | Vyacheslav Yakovlev Biaggio Chianese |

* De Amerikaan Loren Ross (halfzwaargewicht) en de Puerto Ricaan Luis Román Rolón (lichtvlieggewicht), beiden winnaars van het zilver in hun gewichtsklasse, werden na het toernooi gediskwalificeerd wegens dopinggebruik.

## Medaillespiegel
| Plaats | Land                     | Goud | Zilver | Brons | Totaal |
| 1      | Cuba                     | 7    | 2      | 2     | 11     |
| 2      | Verenigde Staten         | 3    | 1      | 1     | 5      |
| 3      | Sovjet-Unie              | 1    | 0      | 4     | 5      |
| 4      | Zuid-Korea               | 1    | 0      | 1     | 2      |
| 5      | Bondsrepubliek Duitsland | 0    | 3      | 2     | 5      |
| 6      | Venezuela                | 0    | 2      | 0     | 2      |
| 7      | Canada                   | 0    | 1      | 0     | 1      |
| 7      | Nederland                | 0    | 1      | 0     | 1      |
| 9      | Bulgarije                | 0    | 0      | 4     | 4      |
| 10     | Hongarije                | 0    | 0      | 2     | 2      |
| 10     | Polen                    | 0    | 0      | 2     | 2      |
| 10     | Joegoslavië              | 0    | 0      | 2     | 2      |
| 13     | Brazilië                 | 0    | 0      | 1     | 1      |
| 13     | Italië                   | 0    | 0      | 1     | 1      |
| 13     | Zweden                   | 0    | 0      | 1     | 1      |
| 13     | Turkije                  | 0    | 0      | 1     | 1      |
| Totaal | Totaal                   | 12   | 12     | 24    | 48     |